# Saint-Cézaire-sur-Siagne
Saint-Cézaire-sur-Siagne är en kommun i departementet Alpes-Maritimes i regionen Provence-Alpes-Côte d'Azur i sydöstra Frankrike. Kommunen ligger  i kantonen Saint-Vallier-de-Thiey som ligger i arrondissementet Grasse. År 2022 hade Saint-Cézaire-sur-Siagne 3 971 invånare.

## Befolkningsutveckling
Antalet invånare i kommunen Saint-Cézaire-sur-Siagne
Referens: INSEE